# 死光
死光（英語：Death Ray），亦作殺人光線（日語：さつじんこうせん）或死亡射線。在一種理論物理學上，利用粒子束或電磁波（包括光）為基礎的武器，其高峰研究期位於1920年代到1930年代。當中以尼古拉·特斯拉及Harry Grindell-Matthews最為知名，其他獨立研究者還有Edwin R. Scott及Graichen，他們都是死光武器研究的先驅。研究現時基本終止，但在科幻小說裡經常都有出現。1957年，美國的全國發明家理事會在其發表的所需的軍事發明列表內，當中仍然包括有死光。

## 歷史
一位來自舊金山的發明者埃德溫·斯科特（Edwin R. Scott）聲稱他是第一個為死光作出具體定義的人，就是會摧毁人類生命和可在遠距離把飛機擊落。他出生在底特律，而且聲稱曾擔任查爾斯·P·斯坦梅茨的學生及門生長達9年。Harry Grindell-Matthews在1924年曾試圖向英國空軍部出售他的死光報告，但一直也不能向該部門提供一個能正常運作的模型作演示。
二戰期間，納粹德國的兩項研究及日本帝國的一項研究均有把死光用於軍事的研究。當中德國的一項計劃，由Schiebold帶領，利用一部裝有一組可操縱的鈹桿的粒子加速器產生死光的研究。

## 參看
- 光炮
- 激光
- 能量武器
- 熱射線
- 外科手术式打击
- 声波武器
- 星球大战计划

## 外部連結
- Defense Update article on M-THEL
- Microwave weapons: Wasted energy (Nature) （页面存档备份，存于）
- High Power Microwaves - Strategic and Operational Implications for Warfare (Eileen M. Walling, Colonel, USAF) （页面存档备份，存于）
- HAARP - High Frequency Active Auroral Research Program （页面存档备份，存于）